# کارشناسی مطالعات عمومی
کارشناسی مطالعات عمومی (به انگلیسی: Bachelor of General Studies) با نام مخفف بی‌جی‌اس، یک مدرک دانشگاهی کارشناسی میان‌رشته‌ای است که توسط برخی دانشگاه‌ها و مؤسسات آموزش عالی ارائه می‌شود و به دانشجویان این امکان را می‌دهد تا موضوعات گوناگونی را با هم ترکیب کرده و بررسی کنند.
مفهوم مطالعات عمومی ریشه در سنت‌های آموزشی دانشگاه‌های اروپای قرون وسطی، به‌ویژه مفهوم استودیوم جنرال دارد. در چارچوب این برنامه، دانشجویان با همکاری مشاوران تحصیلی، برنامهٔ درسی اختصاصی خود را طراحی می‌کنند، مشروط بر آنکه الزامات کلی دانشگاه را رعایت نمایند. دانشجویان معمولاً می‌توانند از میان حوزه‌های مختلف تمرکز تحصیلی خود را انتخاب کنند.
دانشگاه میشیگان تنها دانشگاهی در میان ۵۰ دانشگاه برتر رتبه‌بندی بهترین دانشگاه‌ها بر اساس گزارش‌های جهانی و اخبار ایالات متحده است که برنامهٔ کارشناسی در مطالعات عمومی را ارائه می‌دهد . با وجود نام «دانشکده مطالعات عمومی دانشگاه کلمبیا»، این مؤسسه مدرک کارشناسی مطالعات عمومی اعطا نمی‌کند، بلکه به فارغ‌التحصیلان خود مدرک کارشناسی هنر می‌دهد.